# Delottococcus aberiae
Delottococcus aberiae, comúnmente llamado en España cotonet de Les Valls o cotonet de Sudáfrica, es un insecto de la familia Coccidae originario de África.
Se ha difundido a otras regiones; en la primera década del siglo XXI empezó a localizarse en el sureste de España al producir daños en frutos recién cuajados de naranjo amargo y clementino desde allí se ha extendido a otras comunidades del resto de España.

## Descripción
Las hembras adultas son ovaladas (2,5 a 5 mm de longitud y de 2 a 3 mm de anchura) y de coloración variable (De grisáceo a rojizo) cubiertos por una capa cerosa blanquecina. Una característica que lo diferencia es que los dos filamentos anales son algo más largos que los de otros cotonet midiendo hasta una cuarta parte de la longitud del cuerpo. Se puede confundir con Planococcus citri y Pseudococcus longispinus durante los primeros estadios.
El macho adulto es completamente diferente a las hembras, es alado y de pequeño tamaño (1 mm de largo por 0.2 mm de ancho). De color variable entre naranja claro y marrón rojizo y con las alas hialinas.

### Localización en la planta
Las ninfas suelen fijarse en el cáliz de los frutos, el ombligo de las naranjas del grupo navel o entre frutos en contacto aunque también puede localizarse en hojas y ramas.
Durante  el estadio adulto, entre los meses de  marzo y mayo algunas hembras migran a la base del tronco y suelo para realizar la puesta de los ovisacos, una cubierta cérea algodonosa que protege los huevos de la desecación y enemigos naturales.

## Daños en los cultivos
A diferencia de otros cotonet, este produce deformaciones en los frutos recién cuajados por lo que quedan inservibles para su comercialización.
En cítricos la combinación de las secreciones céreas y la melaza (y la consecuente aparición de la negrilla) ensucia y deprecia los frutos. Además si la población es alta puede producir un importante debilitamiento del árbol.

## Control

### Técnicas culturales
- Alternar materias activas autorizadas para evitar la aparición de resistencias
- en caso de aparición de negrilla sobre hojas y frutos es interesante intentar su lavado.

### Control biológico
En 2021 todavía no está claro su control biológico ya que en España parece carecer de depredadores específicos.
Como depredadores se pueden destacar:
- Cryptolaemus montrouzieri pero en España realiza el control después del verano cuando los daños ya se han producido por lo que no soluciona el problema
- Anagyrus aberiae es un depredador en su zona de origen en Sudáfrica pero todavía se está estudiando su adaptación a las condiciones de la península ibérica.

### Control químico
Para el control efectivo de esta plaga es importante tratar los primeros focos ya que una vez instalada es muy difícil combatirla debido a la abundante secreción algodonosa que produce este insecto. 
Para saber que productos químicos se pueden utilizar para combatir esta plaga es recomendable acudir al registro de productos fitosanitarios permitidos del país donde se encuentra el cultivo. 
En todo caso, es muy recomendable contar con los servicios de un asesor técnico de cultivos antes de tomar ninguna medida de control químico.